# Евінайонґ
Евінайонґ — населений пункт, розташований на південному сході Ріо-Муні, Екваторіальна Гвінея, з населенням 5 тисяч чоловік, столиця провінції Сентро-Сур. Знаходиться на вершині невеликої гори і відомий своїм нічним життям, ринком і водоспадами.

## Клімат
Місто знаходиться у зоні, котра характеризується мусонним кліматом. Найтепліший місяць — лютий із середньою температурою 24.6 °C (76.3 °F). Найхолодніший місяць — липень, із середньою температурою 22.2 °С (72 °F).
| Клімат Евінайонґа       | Клімат Евінайонґа | Клімат Евінайонґа | Клімат Евінайонґа | Клімат Евінайонґа | Клімат Евінайонґа | Клімат Евінайонґа | Клімат Евінайонґа | Клімат Евінайонґа | Клімат Евінайонґа | Клімат Евінайонґа | Клімат Евінайонґа | Клімат Евінайонґа | Клімат Евінайонґа |
| Показник                | Січ.              | Лют.              | Бер.              | Квіт.             | Трав.             | Черв.             | Лип.              | Серп.             | Вер.              | Жовт.             | Лист.             | Груд.             | Рік               |
| Середня температура, °C | 24,2              | 24,6              | 24,4              | 24,2              | 24,2              | 23,3              | 22,2              | 22,4              | 23,2              | 23,4              | 23,5              | 23,7              | 23,6              |
| Норма опадів, мм        | 125.1             | 144.5             | 240.3             | 252               | 263.9             | 99.9              | 34.2              | 55                | 240.8             | 464.8             | 308.7             | 153               | 2382.2            |
| Днів з опадами          | 10                | 10,5              | 15,9              | 17,1              | 18,1              | 9,3               | 5,7               | 8,8               | 18                | 22,8              | 18,6              | 10,7              | 165,5             |
| Вологість повітря, %    | 82.2              | 81.4              | 82.3              | 82.5              | 83.7              | 84.1              | 84                | 83.5              | 83.4              | 84.5              | 84.9              | 83.8              | 83.4              |
| ----------------------- | ----------------- | ----------------- | ----------------- | ----------------- | ----------------- | ----------------- | ----------------- | ----------------- | ----------------- | ----------------- | ----------------- | ----------------- | ----------------- |
| Джерело: Weatherbase    |                   |                   |                   |                   |                   |                   |                   |                   |                   |                   |                   |                   |                   |